# 达尔文·布兰奇
达尔文·布兰奇（Darwin Blanch，2007年9月28日—），美国男子网球运动员。

## 职业生涯
2022年2月，布兰奇在西班牙比列纳举行的ITF赛事中三盘击败杰拉尔德·普拉内莱斯，成为获得ATP排名积分第二年轻的球员。当时他年仅14岁零5个月，比2015年获得ATP积分的西班牙选手尼古拉斯·阿尔瓦雷斯·巴罗纳（14岁零3个月）大了两个月。8月，14岁的布兰奇赢得了美国网球协会16岁以下网球赛冠军。
在2024年法网青少年男单比赛中，布兰奇直落两盘击败了青少年世界排名第一的罗德里戈·帕切科·门德斯，并在随后的比赛中战胜同胞库珀·威廉姆斯一路闯入半决赛。在2023年温布尔登青少年男单比赛上他进入了四强。
他与麦克斯韦·埃克斯特德和贾格尔·利奇一同代表美国队，在2023年青少年戴维斯杯中获得第三名。

### 2024-2025年：ATP及大满贯首秀
2024年3月，布兰奇获得外卡，得以参加2024年迈阿密公开赛，完成其ATP巡回赛级别的首秀。他在比赛中直落两盘负于托马什·马哈奇。接下来的一个月，他获得外卡参加2024年马德里公开赛，但在首轮同样直落两盘负于拉斐尔·纳达尔。
2025年8月，布兰奇在美国密西根州卡拉马祖举行的USTA全国男子18岁以下网球锦标赛中夺冠，从而获得一张进入2025年美网单打正赛的外卡。

## 早年与个人生活
他是网球运动员乌利塞斯·布兰奇的弟弟。他还有同样打网球的兄弟姐妹达利（Dali）和克里斯特尔（Krystal）。他的父亲埃内斯托（Ernesto）曾在可口可乐公司工作，全家因工作原因曾移居世界各地。他的父亲有西班牙血统。
他来自佛罗里达州迪尔菲尔德比奇，后来定居在佛罗里达州的奥兰多，在美国网球协会国家训练中心训练。布兰奇目前在位于西班牙阿利坎特的胡安·卡洛斯·费雷罗网球学院训练，他曾是卡洛斯·阿尔卡拉斯的练球搭档。在学院与阿尔卡拉斯的一场练习赛中，当时的世界第一阿尔卡拉斯意外受伤，导致他错过了2023年澳大利亚网球公开赛。

## ITF世界网球巡回赛决赛

### 单打: 3 (1胜2负)
| \| 图例 \| \| -------------------------- \| \| ITF世界网球巡回赛 (1胜2负) \| |
| 图例                                                                         |
| ITF世界网球巡回赛 (1胜2负)                                                   |

| 结果 | 胜–负 | 日期       | 赛事名称              | 级别 | 场地 | 对手              | 比分          |
| ---- | ----- | ---------- | --------------------- | ---- | ---- | ----------------- | ------------- |
| 负   | 0–1   | 2024年7月  | M15莫纳斯提尔, 突尼斯 | WTT  | 硬地 | 伊莱基姆·库利巴利 | 2–6, 2–6      |
| 负   | 0–2   | 2024年11月 | M15马德里, 西班牙     | WTT  | 硬地 | 伊利扬·拉杜洛夫   | 4–6, 5–7      |
| 胜   | 1–2   | 2025年2月  | M15比列纳, 西班牙     | WTT  | 硬地 | 奥利弗·克劳福德   | 1–6, 7–5, 7–5 |